# Leonid Griniow
Leonid Władimirowicz Griniow (ros. Леонид Владимирович Гринёв) – szermierz, florecista reprezentujący Rosję, uczestnik igrzysk w Sztokholmie w 1912 roku, gdzie wystartował w indywidualnym turnieju florecistów.